# Ava, Illinois
Ava är en ort i Jackson County i Illinois. Ava planlades omkring 1875 och döptes efter postmästaren George W. Johnsons dotter Ava Johnson. Innan dess kallades området Headquarters. Postkontoret hade öppnats år 1857 och Ava fick status som city år 1894.